# Hôtel de ville de Moret-sur-Loing
L'hôtel de ville de Moret-sur-Loing, anciennement maison Clément, est un édifice administratif du XXe siècle situé à Moret-Loing-et-Orvanne, en France. Il est inscrit aux monuments historiques depuis 1990.

## Situation et accès
L’édifice est situé au no 26 de la rue Grande, dans le centre-ville de Moret-sur-Loing (commune déléguée de Moret-Loing-et-Orvanne). Plus largement, il se trouve dans le département de Seine-et-Marne, en région Île-de-France.

## Statut patrimonial et juridique
L'édifice fait l’objet d’une inscription au titre des monuments historiques par arrêté du 9 août 1990, en tant que propriété de la commune.